# Castle Dale
Castle Dale és una població dels Estats Units a l'estat de Utah. Segons el cens del 2000 tenia 1.657 habitants.

## Demografia
Segons el cens del 2000, Castle Dale tenia 1.657 habitants, 508 habitatges, i 420 famílies. La densitat de població era de 342,1 habitants per km².
Dels 508 habitatges en un 49,2% hi vivien nens de menys de 18 anys, en un 72,6% hi vivien parelles casades, en un 7,1% dones solteres, i en un 17,3% no eren unitats familiars. En el 15,6% dels habitatges hi vivien persones soles el 7,9% de les quals corresponia a persones de 65 anys o més que vivien soles. El nombre mitjà de persones vivint en cada habitatge era de 3,22 i el nombre mitjà de persones que vivien en cada família era de 3,6.
Per edats la població es repartia de la següent manera: un 37,2% tenia menys de 18 anys, un 9,7% entre 18 i 24, un 23,5% entre 25 i 44, un 21,5% de 45 a 60 i un 8,1% 65 anys o més.
L'edat mediana era de 28 anys. Per cada 100 dones de 18 o més anys hi havia 100,4 homes.
La renda mediana per habitatge era de 44.185 $ i la renda mediana per família de 48.603 $. Els homes tenien una renda mediana de 40.515 $ mentre que les dones 20.294 $. La renda per capita de la població era de 14.175 $. Entorn del 6,7% de les famílies i el 9,5% de la població estaven per davall del llindar de pobresa.

## Poblacions més properes
El següent diagrama mostra les poblacions més properes.